# Harold Whitlock
Hector Harold Whitlock (Londres, 16 de dezembro de 1903 – Londres, 27 de dezembro de 1985) foi um atleta britânico especializado na marcha atlética, campeão olímpico em Berlim 1936.
Foi campeão nacional britânico em 1933, seu primeiro título importante, e dois anos depois estabeleceu um recorde mundial para a marcha de 30 milhas – distância não-olímpica – em 4h29min31s. No mesmo ano tornou-se o primeiro marchador a fazer o percurso entre Londres e Brighton em menos de oito horas.
Sua maior conquista veio em 1936 quando conquistou a medalha de ouro olímpica da marcha de 50 km em Berlim, terminando a prova em 4h30min41s, recorde olímpico, mesmo depois de sofrer uma forte indisposição alimentar, que também atacou a outros marchadores britânicos, a partir do km 38. Nesta fase dos Jogos, era comum os vencedores serem presenteados com mudas de carvalho, como a dos antigos gregos. A sua, recebida junto com a medalha de ouro das mãos de Adolf Hitler, foi oferecida como presente para sua antiga escola, Hendon School, e lá plantada em seus jardins. O carvalho permaneceu no jardim da escola até 2007, quando teve que ser removido.
Depois da II Guerra Mundial Whitlock continuou a representar a Grã-Bretanha a nível internacional e participou de sua segunda olimpíada em Helsinque 1952, em que finalizou em 11º lugar. Aos 48 anos, era até então o mais velho atleta do país numa Olimpíada.
Após encerrar a carreira, ele passou a trabalhar como técnico e juiz da marcha. Como técnico, treinou o compatriota Donald Thompson, que venceu a marcha de 50 km em Roma 1960.